# سعید بن یزید بن علقمه الازدی
سعید بن یزید بن علقمه الازدی (عربی: سعيد بن يزيد بن علقمة الأزدي) فرمانروای مصر در دوران خلافت اموی بود.